# Nils Silfverskiöld
Nils Silfverskiöld (ur. 3 stycznia 1888 w Göteborgu, zm. 8 sierpnia 1957 w Sztokholmie) – szwedzki arystokrata, gimnastyk i chirurg, członek szwedzkiej drużyny olimpijskiej w 1912 roku.
Został złotym medalistą olimpijskim w 1912 roku na Letnich Igrzyskach Olimpijskich w Sztokholmie w gimnastyce w wieloboju drużynowym w systemie szwedzkim. Jako chirurg opracował test zgięcia kolana, który później został przystosowany do diagnozy niepełnosprawności stawu kolanowego.
Nils był czterokrotnie żonaty. Jego ostatnią żoną była Mary von Rosen z którą miał dwójkę dzieci: Moncię Getz Silfverschöld i Carla Gustaf von Rosen.